# Ørum

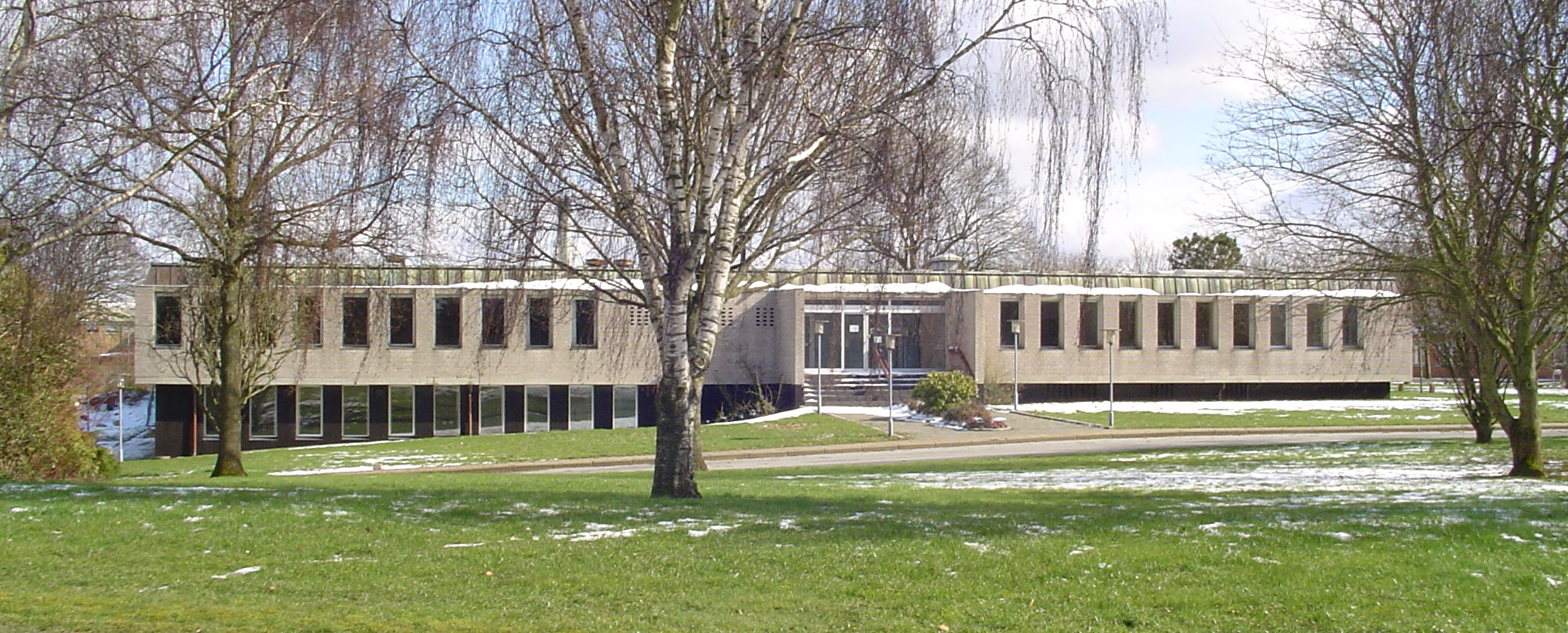
Tidigare kommunhus i Ørum.

Ørum är en tätort i Viborgs kommun i Region Mittjylland i Danmark. Tätorten har 1 448 invånare (2024). Den ligger på Jylland, vid huvudvägen mellan Randers och Viborg. Ørum var centralort i Tjele kommun fram till kommunreformen 2007. Eftersom det finns flera orter som bär namnet Ørum kallas samhället även Ørum Sønderlyng och Ørum Tjele.
I samhället finns bland annat Tjele kommuns före detta kommunhus, sporthall, bollsportsanläggning, skola, församlingshus med mera. Den största arbetsgivaren är Forskningscenter Foulum.